# Bahnhof Altendorf (Ruhr)
Der Bahnhof Altendorf (Ruhr) war ein Personenbahnhof mit Güterabfertigung in Altendorf an der Ruhr. 1970 wurde Altendorf bei Eingemeindung in die Stadt Essen in Burgaltendorf umbenannt, da es bereits ein Altendorf im westlichen Stadtgebiet gab.
Der Bahnhof diente neben dem Güterverkehr für die umliegenden Steinkohlenbergwerke dem Personenverkehr zweier Bahnstrecken: der Strecke von Kupferdreh über Überruhr nach Dahlhausen und der Strecke von Heißen über Steele Süd nach Altendorf (Ruhr).

## Geschichte

### Streckenaufbau für die Bergbauindustrie
1863 wurde eine erste, damals zweigleisige Holzbrücke von Altendorf über die Ruhr für den Kohlentransport benachbarter Steinkohlezechen errichtet, die zunächst von einer Pferde-Eisenbahn genutzt wurde. Sie wurde im Volksmund römische Brücke genannt und 1912 niedergelegt.
1874 folgte die Errichtung der Eisenbahnstrecke von Kupferdreh über Überruhr und Altendorf (Ruhr) nach Dahlhausen durch die Bergisch-Märkische Eisenbahn-Gesellschaft als Teil der Mittleren Ruhrtalbahn. In diesem Zuge erfolgte der Bau der zunächst eingleisigen Eisenbahnbrücke Dahlhausen über die Ruhr, wobei es noch keinen Bahnhof in Altendorf (Ruhr) gab. Noch vor dessen Errichtung gab es in Altendorf bereits eine Gleisanbindung an die Zechen Vereinigte Charlotte zwecks Kohlentransports.
Als zweite Strecke wurde die Bahnstrecke Mülheim-Heißen–Altendorf (Ruhr) durch die Rheinische Eisenbahn-Gesellschaft, ausgehend von Heißen, am 21. Januar 1879 zunächst im Güterverkehr an Altendorf angeschlossen und damit der Bahnhof Altendorf (Ruhr) angelegt. Diese Rheinische Bahnstrecke wurde am 20. September 1872 bereits von Heißen bis Rellinghausen eröffnet. Am 15. Juni 1872 kam die Verlängerung bis Steele Süd hinzu. Schließlich folgte mit Fertigstellung der Eisenbahnbrücke über die Ruhr  1879 der Anschluss Altendorfs. Zudem errichtete die Rheinische Bahn eine östliche Güterverkehrsanbindung zur Zeche Altendorf Tiefbau.

### Bahnhofsanlage
Der Personenverkehr und der Bahnhof Altendorf (Ruhr) wurden am 1. Juli 1879 eröffnet. Den Reisenden diente zunächst ein einfacher, hölzerner Unterstand. Über die Rheinische Bahnstrecke fuhren ab Oktober des Jahres pro Richtung täglich drei Personenzüge. Inzwischen wurden alle Bahnstrecken von den Preußischen Staatseisenbahnen betrieben. In den Jahren 1888 und 1889 wurde ein Bahnhofsgebäude errichtet, das den ersten Bretterbau ersetzte und in den Folgejahren mehrfach umgebaut und erweitert wurde. Ab etwa 1900 verfügte das Gebäude über zwei Warteräume, ein Büro für den Bahnhofsvorsteher sowie einen Fahrkartenschalter mit Bahnsteigsperre, ergänzt durch eine Rampe für Frachtstückgüter.
Die Weichen und Signale des mehrgleisigen Bahnhofgeländes wurden von zwei Stellwerken aus geregelt. Im gegenüberliegenden Haus Holteyer Straße 122 befand sich die damals so genannte Restauration zum Bahnhof. Westlich, auf der südlichen Straßenseite der Holteyer Straße gibt es das Haus mit der Nummer 155, das Dienstwohnungen für die Eisenbahner bereithielt.
Während der Ruhrbesetzung von Januar 1923 bis November 1924 in der Zeit der Weimarer Republik wurde es um den Altendorfer Bahnhof still, da alle verfügbaren Züge von den Besatzern zur Erbringung von Reparationsleistungen nach Frankreich und Belgien unterwegs waren. Fünf Dampflokomotiven und neun Personenwagen wurden auf den Gleisen der Zeche Vereinigte Charlotte festgehalten und dort gewartet. Ein Notverkehr wurde so aufrechterhalten. Ein Jahr nach der Besetzung gab es erste Überlegungen, die Personenverbindung nach Steele Süd stillzulegen. Diese wurden nicht umgesetzt. Dagegen wurde 1927 die Dahlhauser Brücke um ein zweites Gleis erweitert. In der Folgezeit mussten aufgrund mangelhafter Streckenwartung die Geschwindigkeiten teils bis auf 10 km/h herabgesetzt werden. Kurzzeitig brachten Lieferungen von Filtersand für die Wassergewinnung im Ruhrtal in den 1930er Jahren einen gewissen Aufschwung, da die Gleisanlagen für diese hohe Beanspruchung entsprechend angepasst werden mussten.

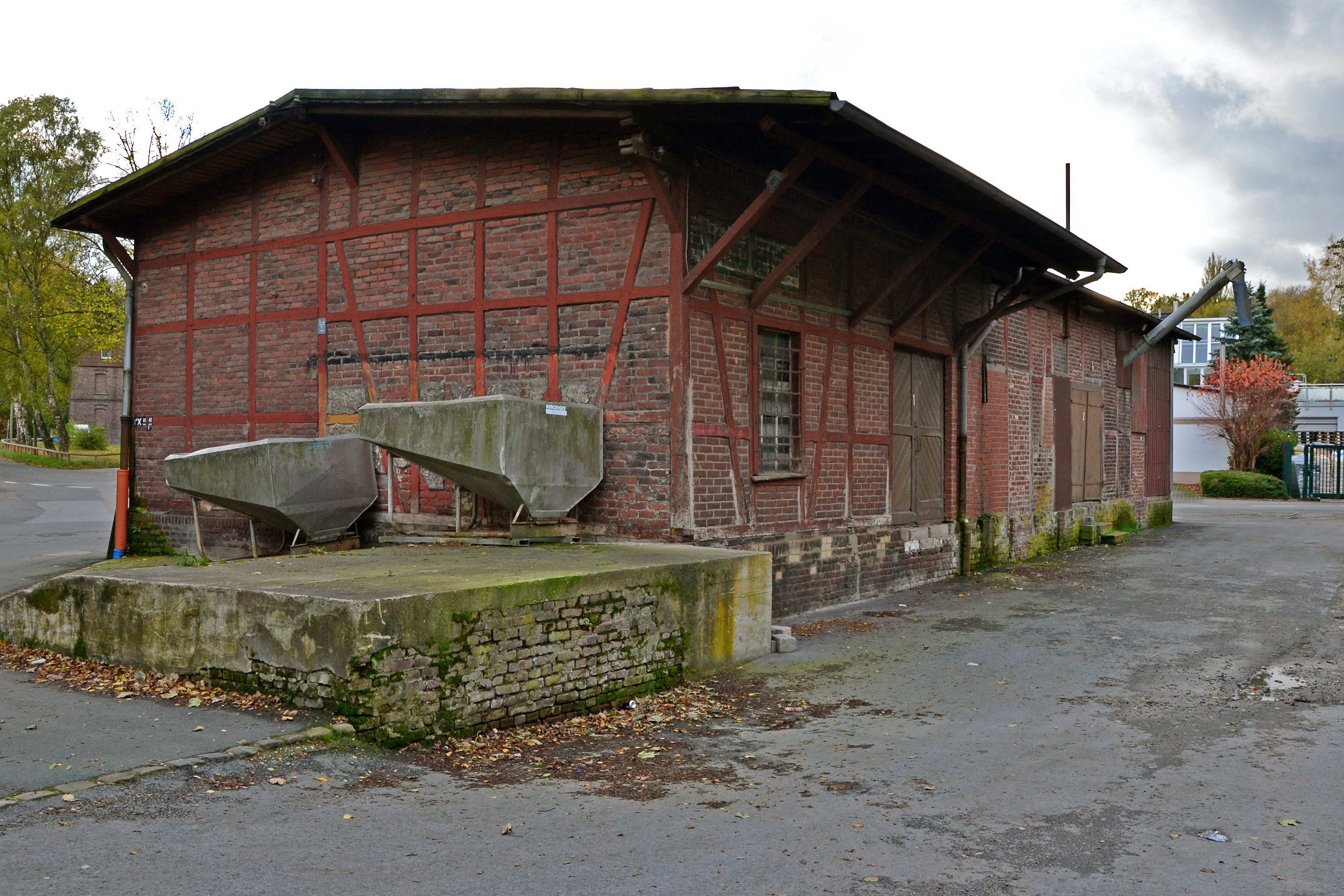
Ein ehemaliges Gebäude des Bahnhofs
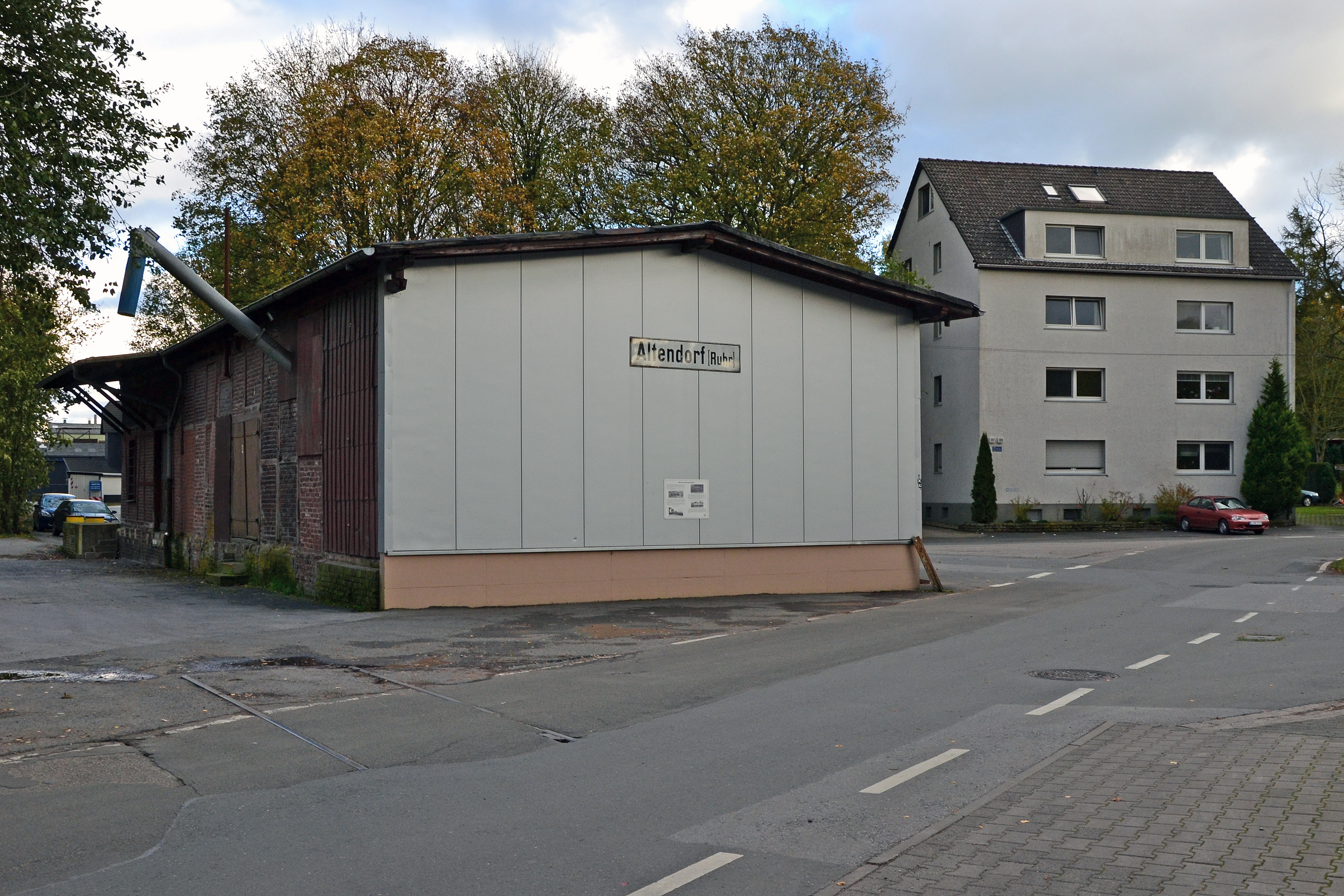
Im Hintergrund das Haus, das einst die „Restauration zum Bahnhof“ beherbergte
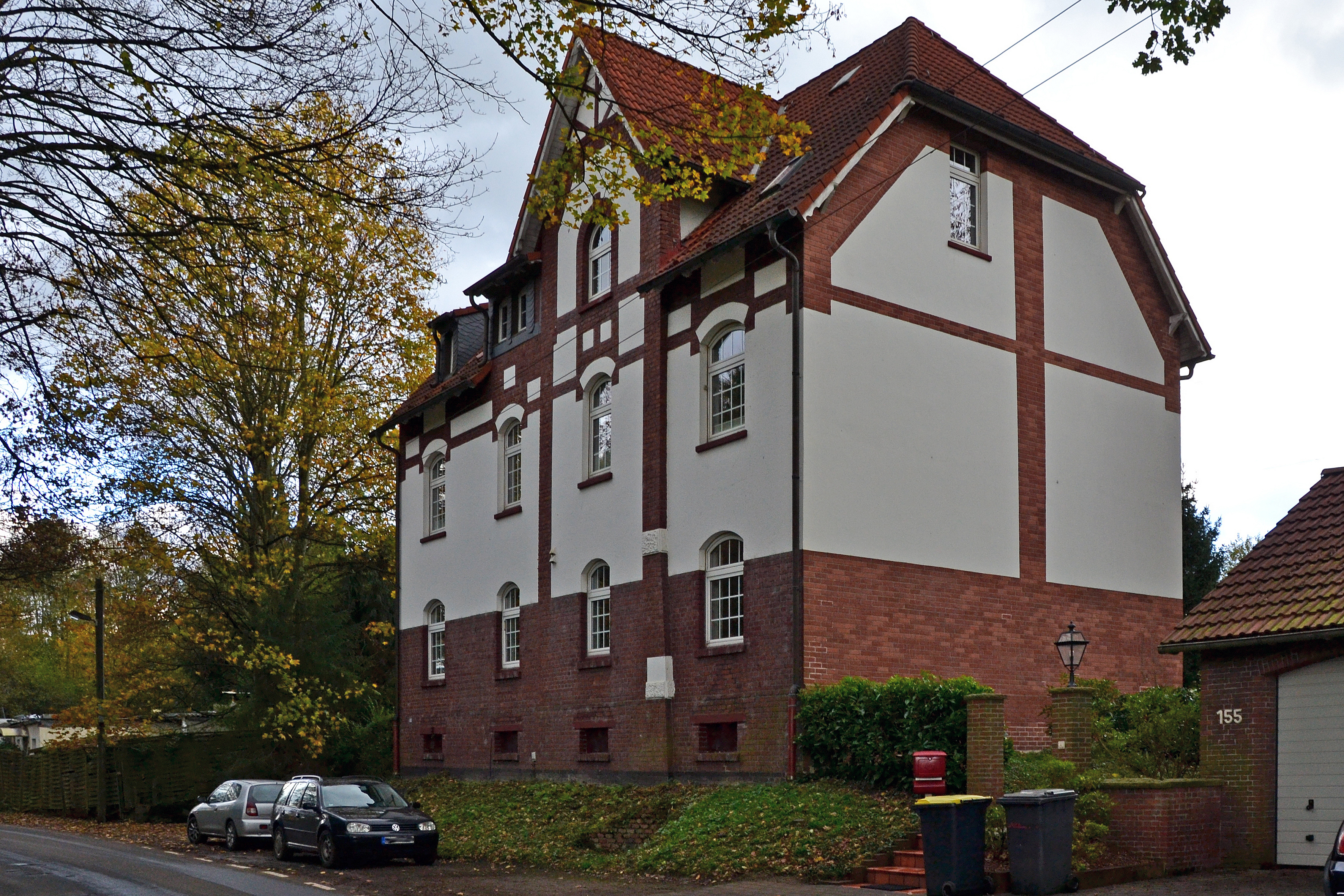
Haus mit ehemaligen Dienstwohnungen der Eisenbahner, Holteyer Straße
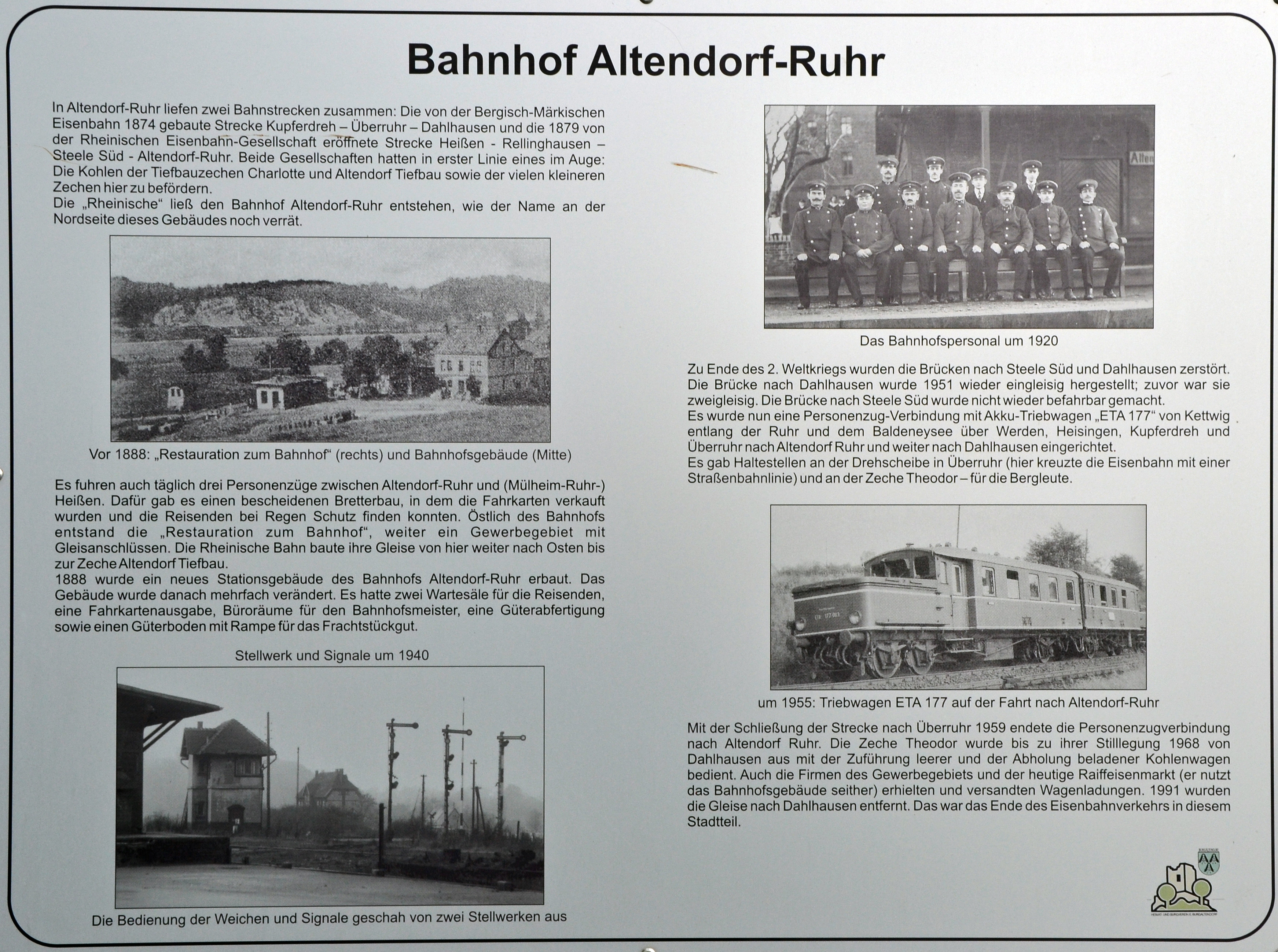
Gedenktafel vor Ort

### Nach dem Krieg
Gegen Ende des Zweiten Weltkrieges 1945 wurde die seit 1927 zweigleisige Stahlfachwerkbrücke nach Dahlhausen von den Deutschen gesprengt und nach eingleisigem Wiederaufbau 1951 erneut in Dienst gestellt. Die Ruhrbrücke der Strecke von Steele Süd wurde am 2. April 1945 ebenfalls von Deutschen gesprengt, aber nie wieder aufgebaut. Damit blieb diese Verbindung unterbrochen.
Nach dem Krieg wurde der Personenverkehr vom Bahnhof Altendorf (Ruhr) über Überruhr, Kupferdreh, Heisingen und Werden nach Kettwig eingerichtet, der in hohem Maße von pendelnden Bergleuten genutzt wurde. Hinzu kam kurzzeitig ein Haltepunkt  an der Zeche Theodor (Kürzel ZTH), Nachfolgerin der Zeche Vereinigte Charlotte. Als Triebfahrzeuge setzte nun die Deutsche Bundesbahn Wittfeld-Akkumulatortriebwagen der Baureihe ETA 177 ein.
Am 31. Mai 1959 wurde diese Strecke nach Überruhr schließlich stillgelegt und der Personenverkehr am Bahnhof Altendorf (Ruhr) beendet. Die Gleisanlagen der Zeche Theodor waren noch bis zu ihrer Stilllegung 1968 zwecks Kohlentransport über den Bahnhof Altendorf (Ruhr) mit Dahlhausen verbunden.

## Heutige Situation

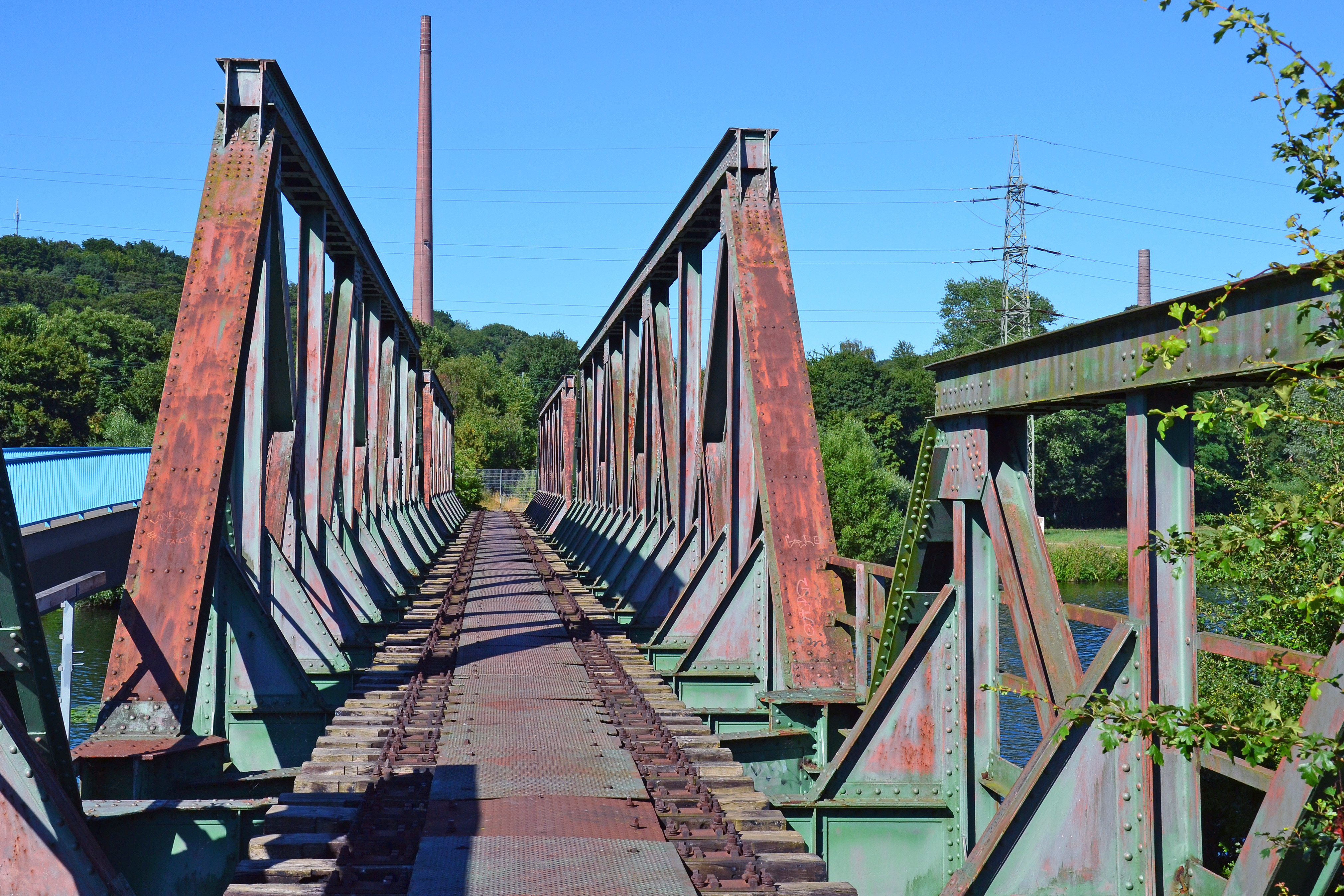
Eisenbahnbrücke Dahlhausen 2013

Das heute noch bestehende Gewerbegebiet nördlich des Bahnhofes entstand durch Ansiedlung von Betrieben mit Gleisanschluss ab den 1880er Jahren. Nach Stilllegung der Bahnstrecke von Überruhr nach Altendorf 1959 und der daran gelegenen, 1968 stillgelegten Zeche Theodor ist ihr Trassenverlauf heute kaum noch erkennbar.
Unregelmäßig gab es noch Gelegenheitsverkehr über die Eisenbahnbrücke nach Dahlhausen, unter anderem genutzt durch das dortige Eisenbahnmuseum.
Sämtliche Gleisanlagen wurden 1991 abgebaut. Die nach dem Krieg eingleisig wiederaufgebaute Eisenbahnbrücke nach Dahlhausen ist ohne Gleise erhalten. Das Haus in der Holteyer Straße 122, das zeitweise die Bahnhofsgaststätte beherbergte, und das Haus der ehemaligen Eisenbahner-Dienstwohnungen mit der Hausnummer 155 sind heute Wohnhäuser.
Das ehemalige Bahnhofsgebäude des Bahnhofs Altendorf (Ruhr) wird heute in völlig veränderter Bauweise durch einen Baustoffhandel, sowie ein davon nördlich gelegenes Abfertigungsgebäude noch als Lagerhalle genutzt.